# The Deacon's Love Letters
The Deacon's Love Letters è un cortometraggio muto del 1909 diretto da Van Dyke Brooke.

## Trama
Trama di Moving Picture World synopsis in (EN)  su IMDb

## Produzione
Il film fu prodotto dalla Vitagraph Company of America.

## Distribuzione
Distribuito dalla Vitagraph Company of America, il film - un cortometraggio di 125 metri - uscì nelle sale cinematografiche statunitensi il 2 febbraio 1909.
Nelle proiezioni, veniva programmato con il sistema dello split reel, accorpato in un'unica bobina con un altro cortometraggio prodotto dalla Vitagraph, The Marathon Race; or, How Tom Paid Off the Mortgage.